# Campeonato Sudamericano de Baloncesto Sub-15 de 2016
El Campeonato Sudamericano de Baloncesto Sub-15 de 2016 corresponde a la XIII edición del Campeonato Sudamericano de Baloncesto Sub-15, fue organizado por FIBA Américas. Fue disputado en el estadio León Condou en la Ciudad de Asunción, en la provincia del mismo nombre, en Paraguay entre el 25 de octubre y el 29 de octubre de 2016 y los 3 mejores clasifican al Fiba Américas Sub-16 a realizarse en 2017

## Primera fase

### Grupo A
|   | Equipo    | Pts | J | G | P | PF  | PC  | Dif |
| - | --------- | --- | - | - | - | --- | --- | --- |
| 1 | Argentina | 6   | 3 | 3 | 0 | 235 | 172 | +63 |
| 2 | Uruguay   | 5   | 3 | 2 | 1 | 256 | 194 | +62 |
| 3 | Colombia  | 4   | 3 | 1 | 2 | 210 | 259 | -49 |
| 4 | Perú      | 3   | 3 | 0 | 3 | 194 | 270 | -76 |

| 25 de octubre, 17:00                | Argentina                           | 78 - 49                             | Colombia                      |  |
| Reporte                             |                                     |                                     |                               |  |
| Parciales: 25-20, 14-5, 20-4, 19-20 | Parciales: 25-20, 14-5, 20-4, 19-20 | Parciales: 25-20, 14-5, 20-4, 19-20 | Estadio León Condou, Asunción |  |
| Maximo Milovich 17 puntos           | Pts                                 | Benjamin Palacios 14 puntos         | Estadio León Condou, Asunción |  |
| Franco Pérez 4 rebotes              | Rebs                                | Yeison Toro 5 rebotes               | Estadio León Condou, Asunción |  |
| Lautaro Pividori 5 asistencias      | Asists                              | Octavio Muñoz 1 asistencia          | Estadio León Condou, Asunción |  |

| 25 de octubre, 19:00                | Uruguay                             | 95 - 51                             | Perú                          |  |
| Reporte                             |                                     |                                     |                               |  |
| Parciales: 23-19, 24-8, 24-7, 24-17 | Parciales: 23-19, 24-8, 24-7, 24-17 | Parciales: 23-19, 24-8, 24-7, 24-17 | Estadio León Condou, Asunción |  |
| Santiago Vescovi 11 puntos          | Pts                                 | Franco Duarte 22 puntos             | Estadio León Condou, Asunción |  |
| Angel Arévalo 4 rebotes             | Rebs                                | Robert Bruce 9 rebotes              | Estadio León Condou, Asunción |  |
| Santiago Vescovi 4 asistencias      | Asists                              | Robert Bruce 2 asistencias          | Estadio León Condou, Asunción |  |

| 26 de octubre, 15:00                 | Perú                                 | 53 - 79                              | Argentina                     |  |
| Reporte                              |                                      |                                      |                               |  |
| Parciales: 8-25, 10-12, 14-25, 21-17 | Parciales: 8-25, 10-12, 14-25, 21-17 | Parciales: 8-25, 10-12, 14-25, 21-17 | Estadio León Condou, Asunción |  |
| Joaquín Rodríguez 15 puntos          | Pts                                  | Lautaro Pividori 15 puntos           | Estadio León Condou, Asunción |  |
| Fernando Castro 4 rebotes            | Rebs                                 | Tomas Chapero 8 rebotes              | Estadio León Condou, Asunción |  |
| Joaquín Rodríguez 2 asistencias      | Asists                               | Gaston Bertona 5 asistencias         | Estadio León Condou, Asunción |  |

| 26 de octubre, 19:00                  | Colombia                              | 65 - 91                               | Uruguay                       |  |
| Reporte                               |                                       |                                       |                               |  |
| Parciales: 19-35, 12-13, 19-23, 15-20 | Parciales: 19-35, 12-13, 19-23, 15-20 | Parciales: 19-35, 12-13, 19-23, 15-20 | Estadio León Condou, Asunción |  |
| Octavio Muñoz 18 puntos               | Pts                                   | Guillermo Curbelo 14 puntos           | Estadio León Condou, Asunción |  |
| Octavio Muñoz 10 rebotes              | Rebs                                  | Ángel Arévalo 13 rebotes              | Estadio León Condou, Asunción |  |
| Yeison Toro 1 asistencia              | Asists                                | Santiago Vescovi 5 asistencias        | Estadio León Condou, Asunción |  |

| 27 de octubre, 15:00                  | Perú                                  | 90 - 96                               | Colombia                      |  |
| Reporte                               |                                       |                                       |                               |  |
| Parciales: 21-17, 22-18, 19-24, 18-21 | Parciales: 21-17, 22-18, 19-24, 18-21 | Parciales: 21-17, 22-18, 19-24, 18-21 | Estadio León Condou, Asunción |  |
| Robert Bruce 26 puntos                | Pts                                   | Yeison Toro 22 puntos                 | Estadio León Condou, Asunción |  |
| Derek Rivero 7 rebotes                | Rebs                                  | Yeison Toro 17 rebotes                | Estadio León Condou, Asunción |  |
| Robert Bruce 5 asistencias            | Asists                                | Octavio Muñoz 5 asistencias           | Estadio León Condou, Asunción |  |

| 27 de octubre, 19:00                  | Argentina                             | 78 - 70                               | Uruguay                       |  |
| Reporte                               |                                       |                                       |                               |  |
| Parciales: 23-16, 19-16, 13-19, 23-19 | Parciales: 23-16, 19-16, 13-19, 23-19 | Parciales: 23-16, 19-16, 13-19, 23-19 | Estadio León Condou, Asunción |  |
| Franco Pérez 17 puntos                | Pts                                   | Santiago Vescovi 29 puntos            | Estadio León Condou, Asunción |  |
| Tomas Chapero 9 rebotes               | Rebs                                  | Ángel Arévalo 10 rebotes              | Estadio León Condou, Asunción |  |
| Gaston Bertona 6 asistencias          | Asists                                | Santiago Vescovi 2 asistencias        | Estadio León Condou, Asunción |  |

### Grupo B
|   | Equipo    | Pts | J | G | P | PF  | PC  | Dif  |
| - | --------- | --- | - | - | - | --- | --- | ---- |
| 1 | Paraguay  | 6   | 3 | 3 | 0 | 258 | 132 | +126 |
| 2 | Venezuela | 5   | 3 | 2 | 1 | 206 | 192 | +14  |
| 3 | Chile     | 4   | 3 | 1 | 2 | 166 | 208 | -42  |
| 4 | Ecuador   | 3   | 3 | 0 | 3 | 144 | 242 | -98  |

| 25 de octubre, 15:00                 | Venezuela                            | 66 - 58                              | Chile                         |  |
| Reporte                              |                                      |                                      |                               |  |
| Parciales: 20-19, 13-12, 13-18, 20-9 | Parciales: 20-19, 13-12, 13-18, 20-9 | Parciales: 20-19, 13-12, 13-18, 20-9 | Estadio León Condou, Asunción |  |
| Carlos Vargas 16 puntos              | Pts                                  | Sebastian Carrion 18 puntos          | Estadio León Condou, Asunción |  |
| Carlos Vargas 17 rebotes             | Rebs                                 | Felipe Altamirano 6 rebotes          | Estadio León Condou, Asunción |  |
| Alhan Diaz 4 asistencias             | Asists                               | Franco Aviles 3 asistencias          | Estadio León Condou, Asunción |  |

| 25 de octubre, 21:00                  | Ecuador                            | 36 - 90                            | Paraguay                      |  |
| Reporte                               |                                    |                                    |                               |  |
| Parciales: 5-22, 14-13, 9-39, 8-16    | Parciales: 5-22, 14-13, 9-39, 8-16 | Parciales: 5-22, 14-13, 9-39, 8-16 | Estadio León Condou, Asunción |  |
| Alessandro Javier Navarrete 12 puntos | Pts                                | Matheus Blaich 19 puntos           | Estadio León Condou, Asunción |  |
| Daniel Abrahan Sánchez 6 rebotes      | Rebs                               | Alejandro Agüero 7 rebotes         | Estadio León Condou, Asunción |  |
| Nicolas David Machado 1 asistencia    | Asists                             | Fabrizio Aquino 4 asistencias      | Estadio León Condou, Asunción |  |

| 26 de octubre, 17:00                 | Ecuador                              | 52 - 85                              | Venezuela                     |  |
| Reporte                              |                                      |                                      |                               |  |
| Parciales: 8-23, 10-20, 14-25, 20-17 | Parciales: 8-23, 10-20, 14-25, 20-17 | Parciales: 8-23, 10-20, 14-25, 20-17 | Estadio León Condou, Asunción |  |
| David Alberto Aparicio 14 puntos     | Pts                                  | José Meneses 13 puntos               | Estadio León Condou, Asunción |  |
| Alex Adrian Pita 6 rebotes           | Rebs                                 | Carlos Vargas 8 rebotes              | Estadio León Condou, Asunción |  |
| Brandon Adrye Valles 3 asistencias   | Asists                               | Tony González 2 asistencias          | Estadio León Condou, Asunción |  |

| 26 de octubre, 21:00               | Paraguay                           | 86 - 41                            | Chile                         |  |
| Reporte                            |                                    |                                    |                               |  |
| Parciales: 16-9, 29-9, 25-7, 16-16 | Parciales: 16-9, 29-9, 25-7, 16-16 | Parciales: 16-9, 29-9, 25-7, 16-16 | Estadio León Condou, Asunción |  |
| José Barreto 19 puntos             | Pts                                | Rodrigo Rubio 8 puntos             | Estadio León Condou, Asunción |  |
| José Barreto 7 rebotes             | Rebs                               | Nicolas Valderrama 7 rebotes       | Estadio León Condou, Asunción |  |
| Matheus Blaich 5 asistencias       | Asists                             | Rodrigo Rubio 2 asistencias        | Estadio León Condou, Asunción |  |

| 27 de octubre, 17:00                | Chile                               | 67 - 56                             | Ecuador                       |  |
| Reporte                             |                                     |                                     |                               |  |
| Parciales: 15-24, 9-11, 23-15, 20-6 | Parciales: 15-24, 9-11, 23-15, 20-6 | Parciales: 15-24, 9-11, 23-15, 20-6 | Estadio León Condou, Asunción |  |
| German Ojeda 17 puntos              | Pts                                 | David Alberto Aparicio 17 puntos    | Estadio León Condou, Asunción |  |
| German Ojeda 10 rebotes             | Rebs                                | David Alberto Aparicio 10 rebotes   | Estadio León Condou, Asunción |  |
| Felipe Altamirano 4 asistencias     | Asists                              | Brandon Adrye Valles 3 asistencias  | Estadio León Condou, Asunción |  |

| 27 de octubre, 21:00                  | Venezuela                             | 55 - 82                               | Paraguay                      |  |
| Reporte                               |                                       |                                       |                               |  |
| Parciales: 14-18, 14-26, 11-26, 16-12 | Parciales: 14-18, 14-26, 11-26, 16-12 | Parciales: 14-18, 14-26, 11-26, 16-12 | Estadio León Condou, Asunción |  |
| Tony González 17 puntos               | Pts                                   | Fabrizio Aquino 17 puntos             | Estadio León Condou, Asunción |  |
| Tony González 8 rebotes               | Rebs                                  | José Barreto 6 reebotes               | Estadio León Condou, Asunción |  |
| Tony González 2 asistencias           | Asists                                | Roberto Mercado 3 asistencias         | Estadio León Condou, Asunción |  |

### 5 al 8 lugar
| 28 de octubre, 15:00                  | Colombia                              | 80 - 61                               | Ecuador                       |  |
| Reporte                               |                                       |                                       |                               |  |
| Parciales: 20-11, 17-17, 17-18, 26-15 | Parciales: 20-11, 17-17, 17-18, 26-15 | Parciales: 20-11, 17-17, 17-18, 26-15 | Estadio León Condou, Asunción |  |
| Manuel Peña 24 puntos                 | Pts                                   | Andy Manuel Asanza 19 puntos          | Estadio León Condou, Asunción |  |
| Yeison Toro 6 rebotes                 | Rebs                                  | David Alberto Aparicio 7 rebotes      | Estadio León Condou, Asunción |  |
| Benjamin Palacios 2 asistencias       | Asists                                | David Alberto Aparicio 3 asistencias  | Estadio León Condou, Asunción |  |

| 28 de octubre, 17:00                | Chile                               | 52 - 44                             | Perú                          |  |
| Reporte                             |                                     |                                     |                               |  |
| Parciales: 11-8, 15-15, 16-8, 10-13 | Parciales: 11-8, 15-15, 16-8, 10-13 | Parciales: 11-8, 15-15, 16-8, 10-13 | Estadio León Condou, Asunción |  |
| Felipe Altamirano 15 puntos         | Pts                                 | Franco Duarte 11 puntos             | Estadio León Condou, Asunción |  |
| Naib Sebik 11 rebotes               | Rebs                                | Derek Rivero 13 rebotes             | Estadio León Condou, Asunción |  |
| German Ojeda 2 asistencias          | Asists                              | Robert Bruce 1 asistencia           | Estadio León Condou, Asunción |  |

### Partido por el 7 lugar
| 29 de octubre, 15:00                  | Ecuador                               | 72 - 70                               | Perú                          |  |
| Reporte                               |                                       |                                       |                               |  |
| Parciales: 19-13, 18-22, 20-16, 15-19 | Parciales: 19-13, 18-22, 20-16, 15-19 | Parciales: 19-13, 18-22, 20-16, 15-19 | Estadio León Condou, Asunción |  |
| Andy Manuel Asanza 16 puntos          | Pts                                   | Franco Duarte 24 puntos               | Estadio León Condou, Asunción |  |
| Brandon Adrye Valles 9 rebotes        | Rebs                                  | Robert Bruce 9 rebotes                | Estadio León Condou, Asunción |  |
| Brandon Adrye Valles 5 asistencias    | Asists                                | Franco Duarte 1 asistencia            | Estadio León Condou, Asunción |  |

### Partido por el 5 lugar
| 29 de octubre, 17:00                  | Colombia                              | 68 - 50                               | Chile                         |  |
| Reporte                               |                                       |                                       |                               |  |
| Parciales: 14-13, 15-12, 22-12, 17-13 | Parciales: 14-13, 15-12, 22-12, 17-13 | Parciales: 14-13, 15-12, 22-12, 17-13 | Estadio León Condou, Asunción |  |
| David Ramírez 15 puntos               | Pts                                   | German Ojeda 15 puntos                | Estadio León Condou, Asunción |  |
| David Ramírez 11 rebotes              | Rebs                                  | Naib Sebik 7 rebotes                  | Estadio León Condou, Asunción |  |
| Jesús Rueda 2 asistencias             | Asists                                | Felipe Altamirano 3 asistencias       | Estadio León Condou, Asunción |  |

## Fase final

### Semifinal
| 28 de octubre, 19:00                 | Argentina                            | 84 - 62                              | Venezuela                     |  |
| Reporte                              |                                      |                                      |                               |  |
| Parciales: 25-8, 16-18, 23-12, 20-24 | Parciales: 25-8, 16-18, 23-12, 20-24 | Parciales: 25-8, 16-18, 23-12, 20-24 | Estadio León Condou, Asunción |  |
| Lucas Gallardo 14 puntos             | Pts                                  | Andrés Marrero 14 puntos             | Estadio León Condou, Asunción |  |
| Ignacio Aman 7 rebotes               | Rebs                                 | Carlos Vargas 5 rebotes              | Estadio León Condou, Asunción |  |
| Lautaro Pividori 4 asistencias       | Asists                               | Alhan Diaz 2 asistencioas            | Estadio León Condou, Asunción |  |

| 28 de octubre, 21:00                  | Paraguay                              | 73 - 69                               | Uruguay                       |  |
| Reporte                               |                                       |                                       |                               |  |
| Parciales: 14-24, 17-18, 22-13, 20-14 | Parciales: 14-24, 17-18, 22-13, 20-14 | Parciales: 14-24, 17-18, 22-13, 20-14 | Estadio León Condou, Asunción |  |
| Roberto Mercado 30 puntos             | Pts                                   | Santiago Vescovi 25 puntos            | Estadio León Condou, Asunción |  |
| José Barreto 11 rebotes               | Rebs                                  | Ángel Arévalo 12 rebotes              | Estadio León Condou, Asunción |  |
| Roberto Mercado 5 asistencias         | Asists                                | Santiago Vescovi 5 asistencias        | Estadio León Condou, Asunción |  |

### Partido por el 3 lugar
| 29 de octubre, 19:00                 | Venezuela                            | 69 - 62                              | Uruguay                       |  |
| Reporte                              |                                      |                                      |                               |  |
| Parciales: 11-11, 19-9, 13-22, 26-20 | Parciales: 11-11, 19-9, 13-22, 26-20 | Parciales: 11-11, 19-9, 13-22, 26-20 | Estadio León Condou, Asunción |  |
| Tony González 18 puntos              | Pts                                  | Santiago Vescovi 27 puntos           | Estadio León Condou, Asunción |  |
| Carlos Vargas 9 rebotes              | Rebs                                 | Ángel Arévalo 7 rebotes              | Estadio León Condou, Asunción |  |
| Alhan Diaz 4 asistencias             | Asists                               | Santiago Vescovi 1 asistencia        | Estadio León Condou, Asunción |  |

### Final
| 29 de octubre, 21:00                  | Argentina                             | 69 - 60                               | Paraguay                      |  |
| Reporte                               |                                       |                                       |                               |  |
| Parciales: 16-18, 23-14, 10-18, 20-10 | Parciales: 16-18, 23-14, 10-18, 20-10 | Parciales: 16-18, 23-14, 10-18, 20-10 | Estadio León Condou, Asunción |  |
| Gaston Bertona 26 puntos              | Pts                                   | Matheus Blaich 18 puntos              | Estadio León Condou, Asunción |  |
| Bautista Lugarini 10 rebotes          | Rebs                                  | Alejandro Agüero 12 rebotes           | Estadio León Condou, Asunción |  |
| Máximo Milovich 3 asistencias         | Asists                                | Fabrizio Aquino 2 asistencias         | Estadio León Condou, Asunción |  |

| Argentina         |
| Campeón Argentina |
| Noveno Título     |

## Clasificación
| Posición | Equipo    |
| -------- | --------- |
| 1        | Argentina |
| 2        | Paraguay  |
| 3        | Venezuela |
| 4        | Uruguay   |
| 5        | Colombia  |
| 6        | Chile     |
| 7        | Ecuador   |
| 8        | Perú      |

## Clasificados al FIBA Américas Sub-16 2017
| Bandera de Argentina | Bandera de Paraguay | Bandera de Venezuela |
| Argentina            | Paraguay            | Venezuela            |
| -------------------- | ------------------- | -------------------- |